# Enstrom F-28
Die Enstrom F-28 ist ein Hubschrauber der US-amerikanischen Firma Enstrom Helicopter Corporation, der von einem Kolbenmotor angetrieben wird.

## Geschichte
Die Enstrom F-28 wurde von Rudolph J. Enstrom entworfen, hatte ihren Erstflug am 12. November 1960 und wurde am 15. April 1965 von der US-amerikanischen Luftfahrtbehörde FAA zugelassen. Die von Enstrom produzierten Typen 280FX und F28F sind laut eigenen Angaben die einzigen Hubschrauber, in denen Kolbenmotoren mit Turbolader eingesetzt werden. Für die Enstrom F-28 waren in der Standardausstattung als Neupreis 1966 etwa 32.750 USD und 2009 etwa 400.000 USD zu bezahlen, für die Enstrom 280 im Jahre 1975 etwa 63.000 USD und 2009 etwa 400.000 USD.

## Konstruktion
Wie bei allen Enstrom-Hubschraubern befindet sich die Taumelscheibe von außen nicht sichtbar unter dem Hauptgetriebe; die Ansteuerung der Rotorblätter erfolgt mittels Schubstangen durch den hohlen Rotormast. Der vollgelenkige Dreiblatt -Hauptrotor ist in Ganzmetall ausgeführt, als Drehmomentausgleich dient ein 2-Blatt-Heckrotor. Als Flugmotor dient ein luftgekühlter Lycoming O-360-Vierzylinder-Boxermotor mit Turbolader, der 225 SHP leistet. Die Kabine der Enstrom F-28 und 280FX bietet Platz für zwei bis drei Insassen sowie den Piloten, die Sitzkonfiguration kann individuell angepasst werden. Das Landegestell ist mit vier OLEO-Stoßdämpfern ausgestattet.
Der Unterschied zwischen den Modellen F-28 und 280 FX besteht darin, dass die F-28 die größere Kabine hat und die 280 FX aerodynamischer gestaltet wurde und daher geringfügig schneller ist. Beide Modelle weisen ansonsten identische Leistungen auf.

## Versionen

### F-28
F-28
Zugelassen am 15. April 1965; Antrieb: Lycoming HIO-360-C1A oder HIO-360-C1B
F-28A
Erstes serienmäßig produziertes Modell, zugelassen am 28. Mai 1968; Antrieb: Lycoming HIO-360-C1A oder HIO-360-C1B

### 280

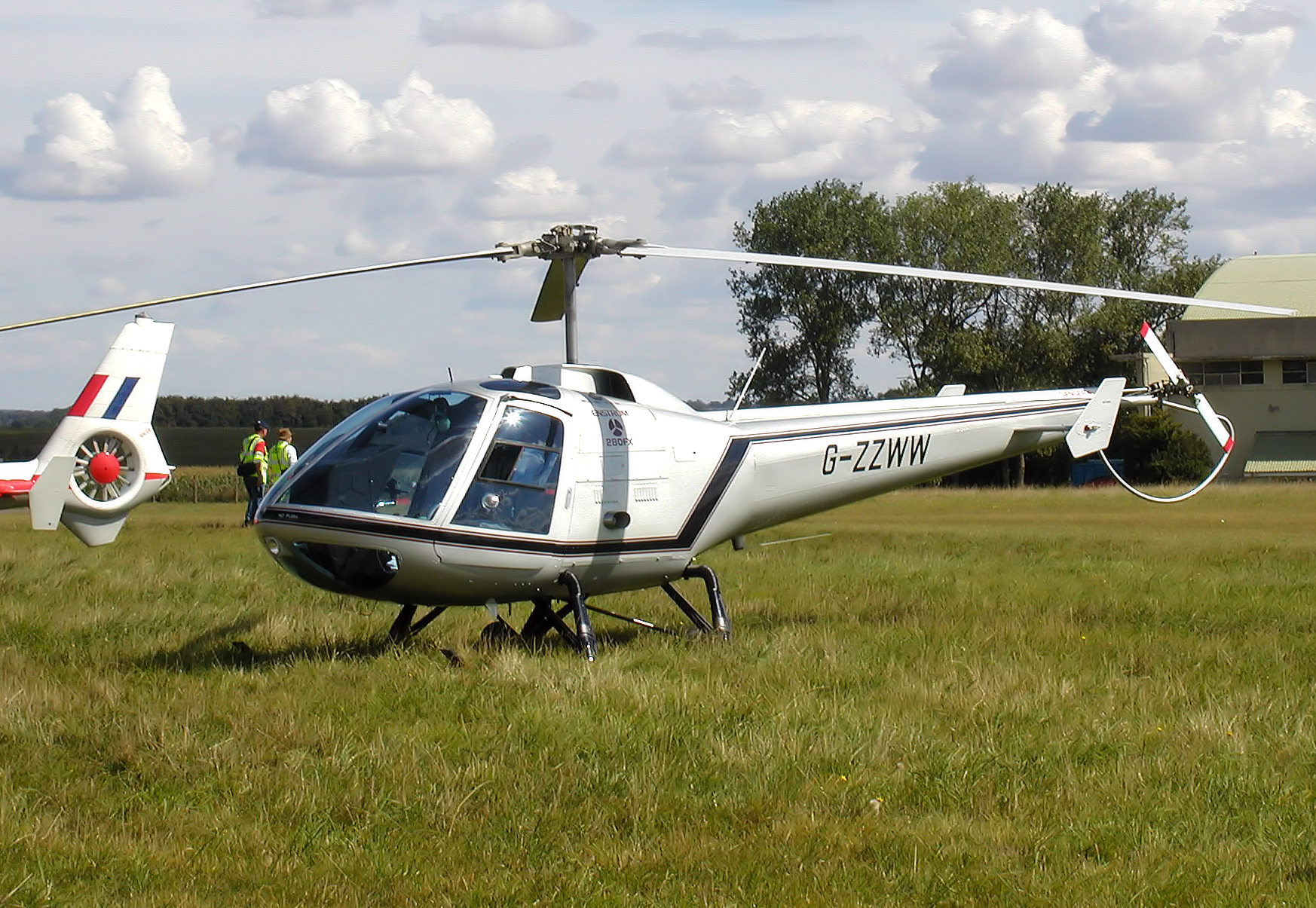
Enstrom 280-FX Shark

280
Zugelassen am 13. September 1974; Antrieb: Lycoming HIO-360-C1A oder HIO-360-C1B
280C „Shark“
Zugelassen am 8. Dezember 1975; Antrieb: Lycoming HIO-360-E1AD oder HIO-360-E1BD mit Turbolader
280C „Shark“
Zugelassen am 23. September 1977, Version mit erhöhtem Abfluggewicht.

### TH-28
Militärische Variante der Enstrom 280DFX, siehe Enstrom 480.

### Spitfire Mk.I
Von der Spitfire Helicopter Company in Media im US-Bundesstaat Pennsylvania wurde in den 1970er-Jahren eine Enstrom F-28A (N4890) mit einer 420-SHP-Allison 250-C20B Wellenturbine versehen und als Spitfire Mark I angeboten.

## Technische Daten
| Enstrom F-28F/280FX   | Herstellerangaben bei ISA              |
| Kenngröße             | Daten (metrisch)                       |
| Besatzung             | bis zu 2 Passagiere und 1 Pilot        |
| Rumpflänge            | 8,56 m                                 |
| Hauptrotordurchmesser | 9,76 m                                 |
| Heckrotordurchmesser  | 1,42 m                                 |
| Höhe                  | 2,7 m                                  |
| Leermasse             | 744 kg                                 |
| Externe Nutzlast      |                                        |
| Startmasse            | 1179 kg                                |
| Antrieb               | 1 × Lycoming-Kolbenmotor               |
| Treibstoff            | 151 Liter (von 92 bis 100 Oktan)       |
| Startleistung         | 167 kW                                 |
| Steigrate             | 7,4 m/s                                |
| HIGE                  | 2347 m                                 |
| HOGE                  |                                        |
| Dienstgipfelhöhe      | 2743 m                                 |
| Reisegeschwindigkeit  | 97 Knoten (kn) (F-28F), 102 kn (280FX) |
| Höchstgeschwindigkeit | 100 kn                                 |

## Vergleichbare Hubschraubertypen
- Bell 47 (nicht mehr in Produktion)
- Brantly B-2
- Robinson R22
- RotorWay Exec (Bausatzhubschrauber ähnlicher Größe)
- Schweizer 300C